# Маргарита (Гунаронуло)
Ігуменя Маргарита (в миру Марія Михайлівна Гунаронуло; 1865/1866, Київ — 9 (22) серпня 1918, Мензелинськ, Уфимська губернія) — черниця Російської Православної Церкви, настоятелька Мензелинського Пророко-Іллінського жіночого монастиря.
Канонізована в серпні 2000 року в лику преподобномучениці.

## Життєпис
Народилася в 1865 році в Києві в грецькій родині. Її духівник — протоієрей Олександр Корсаковський, настоятель Києво-Георгіївської церкви.
Висвячена в черниці в 1917 році. Після чернечого постригу черниця Маргарита стала насельницею підмосковної обителі графів Орлових-Давидових «Відрада і Втіха», де ігуменею була стара графиня Орлова-Давидова.
18 січня 1917 року черниця Маргарита була призначена настоятелькою Мензелінського Пророко-Іллінського жіночого монастиря з возведенням у сан ігумені. Зведення в ігуменський сан відбувалося в Москві, в присутності княгині Єлизавети Феодорівни, що покохала Маргариту.
Усього до 1917 року в монастирі проживало 50 черниць і 248 послушниць. Ігуменя Маргирита славилася своїм суворим аскетичним життям та влаштуванням життя монастирського в дусі древнього благочестя. Вона дбала про благоустрій обителі, про внутрішньому духовному світі насельниць монастиря. У квітні 1917 року революційна хвиля докотилася до Іллінського монастиря.
За постановою Тимчасового уряду церковно-парафіяльні школи повинні були перейти у відання Міністерства народної освіти. Ігумені Маргариті вдалося захистити монастирську школу від цієї передачі.
18 квітня 1918 року ігуменя Маргарита обрана до складу Єпархіальної ради.
У травні 1918 року почався чехословацький заколот і до липня Уфимська губернія була звільнена від більшовиків. Але на західних кордонах губернії бої тривали, і Мензелинськ переходив з рук у руки.
Влітку 1918 року більшовики залишили м. Мензелинск. Жителі створили добровольчий загін по охороні міста з допомогою загонів Білої армії. 21 серпня більшовики знову повели наступ на Мензелинськ. Загін Білої Армії і загін по охороні міста протягом 4-х годин витримував натиск супротивника, але більшовики вдерлися в місто і влаштували різню. Число розстріляних у Мензелинську 21-22 серпня сягало 200 осіб. У цій кривавій розправі загинула ігуменя Маргарита.
Приводом до вбивства ігумені була спроба черниці захистити від розправи когось з офіцерів, які не мали сил піти з міста.
Похована в Пророко-Іллінському жіночому монастирі в Мензелинську, поблизу вівтаря Вознесенського храму.

## Канонізація
26 жовтня 1999 року ігуменя Маргарита була канонізована як місцевошанована свята Уфимської єпархії.
У серпні 2000 року за поданням Архієпископа Уфимського і Стерлітамацького Никона (Васюкова) Архієрейський Собор Російської Православної Церкви зарахував ігуменю Маргариту до Собору новомучеників і сповідників Російських для загальноцерковного шанування з датою пам'яті — перша неділя, починаючи з 25.01/07.02.